# Klausmarbacher Viadukt

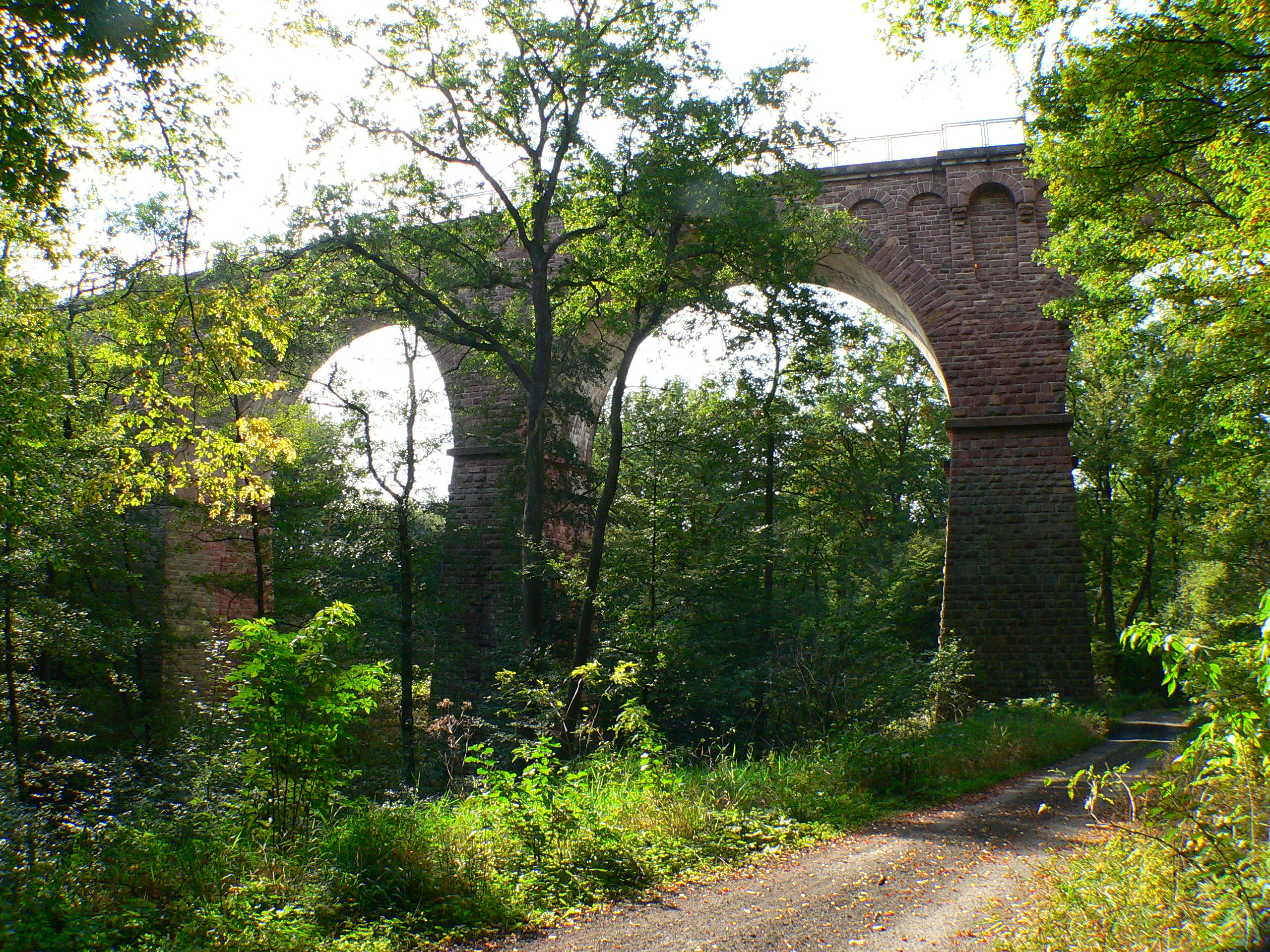
Das Klausmarbacher Viadukt

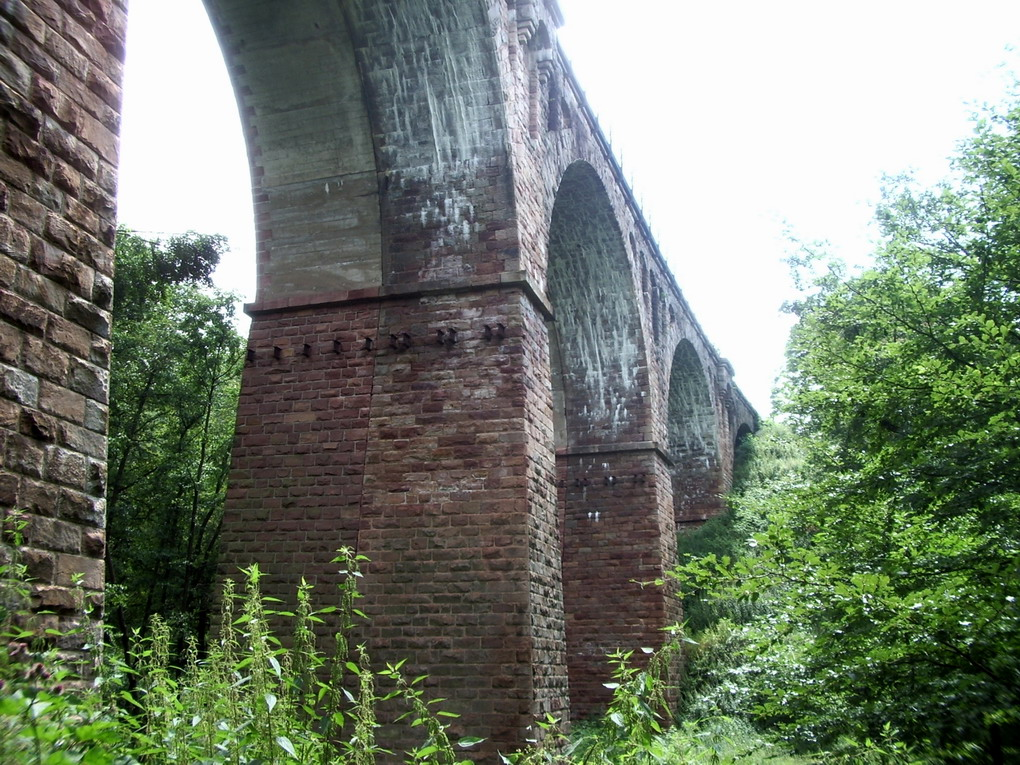
Von unten sind die beiden Bauphasen der Brücke gut erkennbar

Das Klausmarbacher Viadukt ist eine ehemalige Eisenbahnbrücke bei Burghaun im Landkreis Fulda in Hessen.

## Konstruktion
Es handelt sich um eine 32 Meter hohe Sandsteingewölbebrücke, die in fünf jeweils 18 Meter breiten Bögen nördlich von Burghaun und westlich der Kleinsiedlung Klausmarbach ein Tal überspannt. 1938 wurde die Brücke durch ein sandsteinverblendetes Betonbauwerk verbreitert, das direkt an den Bestand angesetzt wurde.

## Geschichte
Das Viadukt wurde 1906 im Zuge der Eisenbahnstrecke Hünfeld–Wenigentaft-Mansbach errichtet. In den 1930er Jahren gab es Pläne, die Strecke zweigleisig auszubauen um die Bahnstrecke Bebra–Fulda zu entlasten. Als einzige bauliche Maßnahme zur Herstellung der Zweigleisigkeit wurde das Klausmarbacher Viadukt verbreitert. Nach Einstellung des Eisenbahnverkehrs im Jahr 1991 wurden die Gleise abgebaut. 2005 wurde auf der ehemaligen Bahntrasse der Kegelspiel-Radweg errichtet, der auch das Klausmarbacher Viadukt nutzt. Ein auf der Brücke verbliebenes Stück Gleis und eine Infotafel erinnern an die Geschichte und frühere Nutzung des Bauwerkes.